# 極真会館沖縄県支部
NPO法人 国際空手道連盟 極真会館 沖縄県支部（エヌピーオーほうじん こくさいからてどうれんめい きょくしんかいかん おきなわけんしぶ）
沖縄県支部の歩み・発足（1988年5月2日）
　国際空手道連盟極真会館沖縄支部は大山倍達より命を受けて、総本部指導員七戸康博が1988年（昭和63年）4月に支部長に就任。
　5月2日浦添市の保育所を借りて初稽古が始まった。その翌月、県都那覇市泉崎に県本部となる常設道場を開設し、支部の活動が本格的になっていく。その後名護から石垣まで14カ所に道場開設。
　支部設立から5年目の1933年4月、全九州大会が大山倍達が来沖され、地元沖縄で開催される。翌年から身体障害者チャリティー オープントーナメント 全沖縄県空手道選手権大会が毎年開催され、県内の直接打撃制空手界の向上にあたる。この大会は県内の各流派を超えた小学生から一般までの選手が技を競い、大会の上位入賞選手が全日本上位を目指し挑戦することになる。
　2001年4月、沖縄県より極真空手を通じて、スポーツ振興と青少年育成を目的とする団体として、NPO法人（特定非営利活動法人）の認証を受ける。
　支部発足20周年目にあたる、2008年1月には、全日本極真連合会（2023年6月現在は『一般社団法人　国際空手道連盟 極真会館』）主催の第2回極真連合杯 世界空手道選手権大会が沖縄にて開催された。